# IPod Touch
iPod Touch (укр. айПо́д Та́ч; стилізовано як iPod touch) — лінійка мобільних пристроїв на базі iOS, яку розробляла та випускала компанія Apple Inc. iPod Touch єдиний зі всієї серії iPod має інтерфейс із сенсорним екраном з технологією Мультитач. Як і інші моделі iPod, iPod Touch можна використовувати як музичний плеєр так і портативний ігровий пристрій, але також його можна використовувати як цифрову камеру, браузер і для обміну повідомленнями. За дизайном він схожий на iPhone, але підключається до інтернету виключно через Wi-Fi і не використовує дані стільникової мережі, тому пристрій не є смартфоном.
iPod Touch був представлений у 2007 році; до травня 2013 року було продано близько 100 мільйонів пристроїв iPod Touch. Останнє сьоме покоління iPod Touch було випущене 28 травня 2019 року.
iPod Touch є останнім продуктом в лінійці продуктів Apple iPod після припинення виробництва iPod Classic 9 вересня 2014 року та iPod Nano і iPod Shuffle 27 липня 2017 року, після чого Apple переглянула обсяг пам’яті та ціни на iPod Touch з 32 і 128 ГБ пам’яті. 10 травня 2022 року Apple припинила випуск iPod Touch, фактично закривши лінійку продуктів iPod в цілому.

## Моделі
| Модель                                                                                             | Випущено        | Випущено       | Знято з виробництва | Підтримка                                                | Підтримка       | Підтримка          |
| Модель                                                                                             | З               | Дата           | Знято з виробництва | Припинена                                                | Остання ОС      | Тривалість         |
| -------------------------------------------------------------------------------------------------- | --------------- | -------------- | ------------------- | -------------------------------------------------------- | --------------- | ------------------ |
| 1-го покоління                                                                                     | iPhone OS 1.1   | 5 вересня 2007 | 9 вересня 2009      | 21 червня 2010                                           | iPhone OS 3.1.3 | 2 роки, 9 місяців  |
| 2-го покоління                                                                                     | iPhone OS 2.1.1 | 9 вересня 2008 | 9 вересня 2009      | 9 березня 2011                                           | iOS 4.2.1       | 2 роки, 6 місяців  |
| 2-го покоління (модель MC)                                                                         | iPhone OS 3.1.1 | 9 вересня 2009 | 1 вересня 2010      | 9 березня 2011                                           | iOS 4.2.1       | 1 рік, 6 місяців   |
| 3-го покоління                                                                                     | iPhone OS 3.1.1 | 9 вересня 2009 | 1 вересня 2010      | 19 вересня 2012                                          | iOS 5.1.1       | 3 роки             |
| 4-го покоління                                                                                     | iOS 4.1         | 1 вересня 2010 | 30 травня 2013      | 18 вересня 2013 (Оновлення Dual EOL: 21 лютого 2014)     | iOS 6.1.6       | 3 роки, 5 місяців  |
| 4-го покоління (білий)                                                                             | iOS 5.0         | 12 жовтня 2011 | 30 травня 2013      | 18 вересня 2013 (Оновлення Dual EOL: 21 лютого 2014)     | iOS 6.1.6       | 2 роки, 4 місяці   |
| 5-го покоління                                                                                     | iOS 6.0         | 11 жовтня 2012 | 15 липня 2015       | 13 вересня 2016                                          | iOS 9.3.5       | 3 роки, 11 місяців |
| 5-го покоління (A1509)                                                                             | iOS 6.1.3       | 30 травня 2013 | 26 червня 2014      | 13 вересня 2016                                          | iOS 9.3.5       | 3 роки, 3 місяці   |
| 6-го покоління                                                                                     | iOS 8.4         | 15 липня 2015  | 28 травня 2019      | 24 вересня 2019 (Ексклюзивні оновлення: 23 вересня 2021) | iOS 12.5.5      | 4 роки, 2 місяці   |
| 7-го покоління                                                                                     | iOS 12.3        | 28 травня 2019 | 10 травня 2022      | Підтримується                                            | Найновіша iOS   | 5 років, 9 місяців |
| Легенда: Застарілий Старомодний Не виробляється і не підтримується Не виробляється і підтримується |                 |                |                     |                                                          |                 |                    |

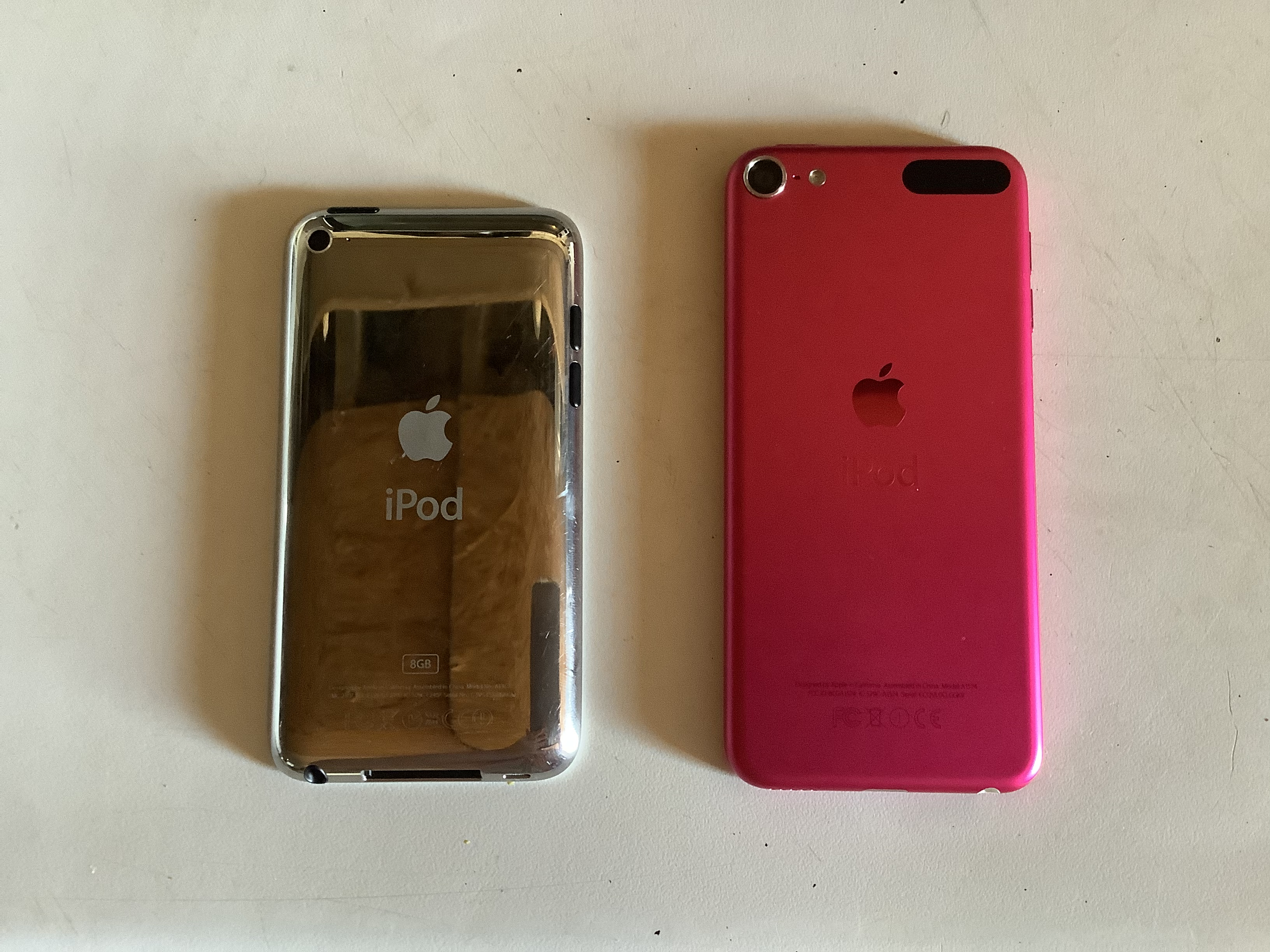
4-те та 6-те покоління iPod touch

Станом на квітень 2021 року було випущено сім моделей пристроїв iPod Touch.
- 1-го покоління (2007–2008) Підтримувався до червня 2009 року (iPhone OS 3.1.3)
- 2‑го покоління (2008–2010) Підтримувався до березня 2011 року (iOS 4.2.1)
- 3‑го покоління (2009–2010) Підтримувався до вересня 2012 року (iOS 5.1.1)
- 4‑го покоління (2010–2013) Підтримувався до лютого 2014 року (iOS 6.1.6)
- 5‑го покоління (2012–2015) Підтримувався до вересня 2016 року (iOS 9.3.5)
- 6‑го покоління (2015–2019) Лише часткова підтримка (iOS 12.5.5)
- 7‑го покоління (2019–2022) Повністю підтримується

## Закриття
10 травня 2022 року Apple оголосила, що через більше, ніж 20 років закриває iPod Touch і лінійку iPod в цілому; iPod Touch залишатиметься доступним лише доки не вичерпаються запаси.